# Josse-François-Joseph Benaut
Josse-François-Joseph Benaut /ʒɔs fʀɑ̃ˈswa ʒɔˈzef bəˈno/ (Gullegem, 30 settembre 1741 – Parigi, 13 luglio 1794) è stato un organista, clavicembalista e compositore belga.

## Carriera musicale
Figlio di Charles Benaut, organista a Wulveringen nelle Fiandre, Josse-François-Joseph Benaut si stabilì a Parigi come clavicembalista e sposò nel 1771 la figlia di un mercante di origine fiamminga.
Fra il 1772 e il 1784 ebbe una prodigiosa attività di autore, di compilatore e di editore di musica, conducendo una carriera individuale, al di fuori della corte e delle istituzioni musicali tradizionali, forse per mancanza di possibilità. Cercò di ottenere la protezione delle dame della nobiltà e della borghesia agiata e in particolare dei superiori delle comunità religiose, ma sembra che non sia mai riuscito a trovare un vero mecenate.
Benaut viveva delle sue pubblicazioni e delle lezioni che dava. Conformandosi al gusto del pubblico e alle regole del mercato, sfruttava la libertà di stampa musicale e l'assenza della protezione del diritto d'autore per trarre profitto dal successo altrui pubblicando svariati arrangiamenti. Per diffondere la sua abbondante produzione, dal 1776 propose degli abbonamenti alle sue varie opere. Lavorò inoltre su pezzi di altri compositori. Offriva i propri servigi come insegnante di composizione, di clavicembalo, di fortepiano e anche di tympanon e salterio, e poteva «comporre espressamente e fornire lo spartito, per i conventi o la provincia, di mottetti, pezzi per organo, messe, Magnificat, etc.» Era titolare dell'organo delle Domenicane della Croce in occasione delle grandi festività e fu maestro al cembalo per varie comunità religiose.

## Carriera ecclesiastica
Benaut si stabilì nel 1783 all’Hôtel de Soubise, con ogni probabilità sotto la protezione del principe di Soubise, e pubblicò ancora qualche raccolta. Ricevette gli ordini sacri probabilmente in questo periodo, al più tardi nel 1788. Le sue attività musicali dovettero allora sembrargli poco compatibili con la dignità del suo nuovo stato. Sua figlia, Marie-Thérèse-Louise, prese il testimone pubblicando nel 1787 e nel 1788, all'età di 9 e 10 anni, sei raccolte di arrangiamenti per clavicembalo o fortepiano.
Avendo prestato giuramento alla Costituzione civile del clero del 1790, fu eletto curato di Saint-Cyr nel 1791 e si stabilì nella canonica della sua parrocchia, dove viveva comodamente con la figlia, circondato dai suoi strumenti e libri di musica. Prete costituzionale, poteva credersi al sicuro, ma fu vittima del regime del Terrore instaurato dalla Convenzione nazionale. Il comitato di sorveglianza di Saint-Cyr attirò l'attenzione del distretto di Versailles sul curato Benaut, accusato in particolare di «fanatizzare i malati» dell'ospedale e di avere «contatti con la Vandea». Arrestato nel novembre 1793, il 25 messidoro anno II (13 luglio 1794) comparve davanti al Tribunale rivoluzionario e fu ghigliottinato il giorno stesso in Place du Trône renversé.
La figlia trovò rifugio a Parigi presso la sua madrina, che le trovò un posto come lavandaia. Morì di una «febbre putrida» l'anno seguente, verso il mese di agosto 1795, all'età di 17 anni.

## Opere musicali
Benaut pubblicò fra il 1772 e il 1784 più di 260 opere, delle quali ce ne sono pervenute circa 120.
La sua produzione si compone per la maggior parte di arie e ouverture di opéras e opéras-comique dell’epoca. Sono pezzi destinati a diversi organici: per clavicembalo o fortepiano solo, per clavicembalo o fortepiano con accompagnamento di un violino o di un violoncello ad libitum, per due violini con basso continuo, per due violino o due flauti con violoncello ad libitum. Benaut non sembra essersi schierato nelle querelle musicali del suo tempo; adattava tutti i successi della scena parigina, degli autori francesi, italiani o tedeschi. Questa attività di compilazione, che viveva della moda e dei successi altrui, Benaut la condivideva con molti altri autori, come Beauvarlet-Charpentier, Legat de Furcy, Jean-François Tapray o Holaind, ma fu senza dubbio il più prolifico.
AL di fuori di questi arrangiamenti, Benaut è anche autore di mottetti su O sacrum con basso continuo, di una marcia per strumenti a fiato dedicata al duca di Liancourt, rimasta manoscritta, di qualche pezzo di circostanza e forse anche di due concerti.
Le sue opere originali per clavicembalo o fortepiano si compongono di un Premier [e unico] livre des pièces de clavecin ou le piano-forte (1773), dedicato alla principessa di Robeck e inciso su lastre da "Madame son épouse", tre sonate con accompagnamento di un violino e tre variazioni. Benaut destinava sempre le sue raccolte sia al clavicembalo che al fortepiano, probabilmente per non restringere la potenziale clientela. Il suo modo di scrivere conviene di più ai mezzi espressivi del fortepiano, ma senza escludere il clavicembalo. Il libro del 1773 si compone di 13 pezzi che si presentano come altrettanti ritratti, nella tradizione francese, ma Benaut scriveva nello stile galante che si sviluppava sotto l'influenza dei musicisti stranieri.
L'opera organistica di Benaut si compone di almeno 12 messe, 6 Magnificat, 6 inni, 13 libri di versetti, un Livre des noëls avec variations, un Carillon pour les premières vespres des morts, un O filii et filiae avec neuf variations, un Te Deum laudamus avec Judex crederis, una Marche, andante et rondeau concertant e qualche pezzo rimasto manoscritto. Pur continuando a usare le forme antiche (fuga, voix humaine, fond d’orgue o cornet de récit) e rispettando scrupolosamente la destinazione liturgica, riempe i suoi libri d'organo di musica di ispirazione profana, con un gran numeno di musette, cornamuse, tambourin, fanfare e cacce in cui l'elevazione cede senza riserva al pittoresco. Più che per l'elemento spettacolare, Benaut si mostra influenzato dalla musica di scena e dalla moda pastorale, delle pastorelle e del ritorno alla natura – dà prova di una strabiliante conoscenza dei timbri popolari della Normandia, della Savoia, della Provenza, delle Fiandre o ancora della Germania, della Scozia o della Polonia, ma non rinnova una musica che non invita più al raccoglimento.
Della sua produzione si possono tenere in considerazione alcune pagine organistiche, che riescono di grande effetto sugli organi dell'epoca, quella dell'apogeo dell'organaria classica francese.

### Alcune opere pubblicate
Catalogue des Ouvrages de la Composition du Sieur Benaut, Maître de Clavecin
(Compilazione parziale stabilita secondo l'ultima pagina delle edizioni originali a spese dell'autore)
Clavicembalo
Pièces de Clavecin ou Forte Piano
- Premier Livre
- Trois Sonates avec accompagnement d’un Violon
- Concerto
- Sonate

Pièces de Clavecin avec variations
- La Furstemberg avec 12 variations
- Le Curé de Pompone avec 15 variations
- Marche des Filles Samnites avec 15 Variations
- Air de Malbruck avec neuf Variations
- Ah ! vous dirai-je maman avec 24 Variations
- Menuet de Ficher avec 8 Var. en Maj. et 8 Var. en Min.
- Menuet de la Reine avec 9 Variations

Arriettes, Duos, Trios d’Opéras et Opéras comiques etc., arrangés en Pièces de Clavecin
- 1er Recueil d’Arriettes choisies
- 1er Recueil de Vaudevilles
- 1er Recueil de Duos d’Opéras comiques
- 2e Recueil d’Arriettes choisies
- 2e Recueil de Vaudevilles
- 2e Recueil de Duos d’Opéras comiques
- 3e Recueil d’Arriettes choisies
- 3e Recueil de Vaudevilles
- 3e Recueil de Duos d’Opéras comiques

Amusemens des Dames, Composé de Menuets, de Contre-danses, Allemandes et Angloises arrangées pour le Clavecin ou le Forte-Piano
- 12 raccolte

Les mêmes arrangés pour la harpe.
Clavicembalo e strumenti
Arriettes, Duos, Trios d’Opéras et Opéras comiques etc., arrangés pour le Clavecin avec les Paroles, la Basse chiffrée et accompagnement de deux Violons et Violoncelle
- 38 raccolte

Ouvertures arrangées en Pièce de Clavecin (ou Forte-Piano) avec accompagnement d’un Violon et Violoncelle ad Libitum
- De Zémire et Azor
- De l’Ami de la Maison
- De Julie (de Dezède)
- De l’Union de l’Amour et des Arts
- De l’Amitié à l’épreuve et la Romance
- Du Devin du Village et Pantomime
- De la Rosière de Salenei et la Marche
- D’Iphigénie en Aulide
- D’Henry IV, et la Marche
- Entr-acte et Ronde d’Henry IV
- De la Colonie
- De Lucille
- De la fausse Magie
- Du Tableau parlant
- Du Huron
- Du Silvain
- Du Magnifique
- Des deux Avares
- De la belle Arsène
- De Mirza et ballet
- De Fleur d’épine
- De Céphale et Procris
- De Castor et Pollux
- D’Alceste
- D’Armide
- De l’Olympiade
- Des Mariages Samnites
- De l’Arbre enchanté
- Des trois Fermiers et entracte
- Du Seigneur bienfaisant
- Du Déserteur
- De Rose et Colas
- Des Deux Comtesses
- De la Frascatana et Rondeau
- De Myrtil et Licoris
- Du Jaloux à l’épreuve
- De Mydas
- De la Finte Jardinière d’Helé
- D’Iphigénie en Tauride
- Du Chevalier errant
- De l’Amour soldat
- De l’Écho et Narcisse
- De l’Idole de la Chine
- Des Mariages par supercherie
- Du Mari indolant
- De la bonne Fille
- De l’Amant jaloux
- D’Atys
- D’Aucassin et Nicolette
- De Colinette à la Cour
- De la Chercheuse d’esprit

etc.
Ouvertures arrangées pour deux Violons ou deux Fluttes avec accompagnement d’un Violoncelle ad Libitum
Cfr. lista precedente.
Recueil de Rondeaux Italiens, Romances, etc. Dédié à la Reine, arrangés pour le Clavecin ou le Forte-Piano avec accompagnement de deux Violons et la Basse chiffrée.
- 12 Recueils
- Rondeau sur la Paix dédié au Roy
- Rondeau sur la Naissance de Mr. le Dauphin
- Berceau de Madame fille du Roy

Organo
Pièces d’Orgue – pour toutes sortes d’Offices d’Église
- 1er Livre de Versets en Ré min. et Maj.
- 2e Livre de Versets en Sol Min. & Maj.
- 3e Livre de Versets en La Min. & Maj.
- 4e Livre de Versets en La et Sol Maj.
- 5e Livre de Versets en Ut Maj. & Min.
- 6e Livre de Versets en Fa Maj. & Min.
- 7e Livre de Versets en Ré Maj. & Min.
- 8e Livre de Versets en Sol Maj. & Min.
- 9e Livre de Versets en Ré Maj. & Min.
- 10e Livre de Versets Mib Maj. & Min.

Pièces d’Orgue – Messes, Hymnes et Magnificat
dans tous les Tons soit en Majeur, soit en Mineur
- Hymne en Mi Majeur
- Hymne en Mi Mineur
- Hymne en La Majeur
- Hymne en La Mineur
- Hymne en Sib Mineur
- Hymne en Si mineur
- Te Deum Laudamus avec Judex crederis
- O filii et filiæ avec 9 Variations
- Carillon des Morts
- Magnificat en Ut Majeur
- Magnificat en Mi Mineur
- Magnificat en Fa Majeur
- Magnificat en Sol Mineur
- Messe en Ut Majeur
- Messe en Ut mineur
- Messe en Ré Majeur
- Messe en Ré Mineur
- Messe en Mi Mineur
- Messe en Fa Majeur
- Messe en Sol Majeur
- Messe en Sol Mineur
- Messe en La Majeur
- Messe en La Mineur

Pièces d’Orgue – En Noëls flamand, françois et Italiens etc., avec Variations
- Messe en Ré Mineur
- Messe en Fa Majeur
- Magnificat en Sol Majeur
- Magnificat en Ré Mineur
- 1er Livre de Noëls avec Variations

Musica spirituale
- mottetto O sacrum con basso continuo

### Edizioni moderne delle opere di Benaut
- French Classical Noels and Magnificats for Solo Organ, a cura di Barbara Harbach, Pullman, Vivace Press, 1996
- Pièces d’orgue : messe en ut mineur, a cura di Eberhard Hofmann, Ditzingen, Musica Rinata, 2000
- Messe en fa majeur, a cura di Jean-Luc Gester et Damien Vaisse, Strasbourg, Cahiers de Tourdion, 2004.
- Messe en ut mineur pour orgue, prefazione di Damien Vaisse, edizione di Yannick Merlin, Sampzon, Delatour France, 2009, 34 p. ill.

Alcuni pezzi della figlia del compositore, Mlle Benaut, sono stati pubblicati nell'antologia Eighteenth Century French and English Music for the Harpsichord, a cura di Martha Secrest Asti, Bryn Mawr, Hildegard Pub. Co., 1998.